# Ильинский, Василий Николаевич
Васи́лий Николаевич Ильи́нский (24 января 1863, Новгород — не ранее 1919) — протоиерей Русской православной церкви, ректор Якутской духовной семинарии.

## Биография
Родился 24 января 1863 года в Новгороде в семье священника.
Окончил Новгородская духовную семинарию в 1883 году и Санкт-Петербургскую духовную академию со степенью кандидата богословия в 1887 году.
С 1888 года преподаватель русского языка и чистописания в Нолинском духовном училище, коллежский асессор.
19 октября 1894 года назначен помощником смотрителя, а 9 июня 1896 года — смотрителем Каргопольского духовного училища. С 1896 года председатель совета Каргопольского отделения Братства прп. Александра Свирского и уездного отделения Олонецкого епархиального училищного совета, член строительного комитета при училище.
С 1897 года надворный советник, с 1898 года коллежский советник.
С 1903 года смотритель Петразоводского духовного училища, член Олонецкого епархиального училищного совета и комиссии по производству испытаний на сан диакона и звание псаломщика. С 1905 года преподаватель русского и церковнославянского языков в училище. С 1907 года казначей Олонецкого отдела Императорского православного палестинского общества и член комиссии по устройству Палестинских чтений, статский советник.
С 1908 году инспектор Якутской духовной семинарии, с 9 ноября 1910 года её ректор. 26 декабря 1910 года посвящён во диакона, 26 декабря — во священника и 27 декабря возведён в сан протоиерея.
В 1911 году награждён камилавкой и наперсным крестом, председатель Якутского епархиального училищного Совета, товарищ председателя Якутского братства во имя Христа Спасителя
11 октября 1914 года избран председателем Якутского общества трезвости.
В 1917 году избран от клириков Якутской епархии членом Поместного Собора Православной Российской Церкви, член VI, VII, XIII, XIV, XV Отделов. В перерывах между сессиями жил в Новгороде.
15 марта 1919 года назначен к Димитриевской Замошской церкви Новгородского уезда. Не путать с полным тёзкой, протоиереем Знаменского храма Томска в 1925—1930 годах.

## Семья
Жена Зиновия Васильевна.
Дети: Евгения, Александра, Анфиса, Екатерина, Константин, Наталия, Елена, Алексей, Мария, Василий, Зиновия, Евстолия, Николай.

## Награды
Награждён орденами св. Станислава III (1895) и II (1905) степени, св. Анны III (1901) и II (1910) степени, св. Владимира IV степени (1914).